# Valea diavolului
Valea diavolului (în poloneză Czarci żleb) este un film de acțiune polonez din 1950, regizat de Aldo Vergano și Tadeusz Kański⁠(d).
Acest film s-a bucurat de o popularitate considerabilă în rândul spectatorilor și telespectatorilor și a fost vizionat de 8.012.748 de spectatori în cinematografele din Polonia, ceea ce-l plasează pe locul 20 în topul celor mai vizionate filme poloneze din Polonia.

## Rezumat
Munteanul Jasiek Gazdoń, un fost contrabandist, este acum soldat al Trupelor de Grăniceri și își desfășoară activitatea în regiunea sa natală din Munții Tatra. Influențat de educația morală realizată de superiorii săi și motivat de dragostea pentru iubita sa, Hanka, el devine un cetățean onest. Jasiek contribuie la prevenirea contrabandei cu opere de artă valoroase, organizată de un aristocrat polonez și efectuată de o bandă, peste granița polono-cehoslovacă din sud-vestul țării.

## Distribuție
- Tadeusz Schmidt⁠(d) — Jasiek Gazdoń
- Alina Janowska⁠(d) — Hanusia („Hanka”), logodnica lui Jasiek
- Władysław Kaczmarski⁠(d) — Kozłowski, partenerul lui Wilczyński
- Tadeusz Kański⁠(d) — Wilczyński, șeful bandei
- Janusz Ściwiarski — „Tłuścioch” („Grasul”)
- Andrzej Krzeptowski Bohac — Franciszek, unchiul Hankăi
- Stanisław Włodek⁠(d) — locotenentul de grăniceri, comandantul batalionului
- Zbigniew Skowroński — bucătarul Felek
- Klemens Mielczarek⁠(d) — „Dzieciuch” („Copilul”)
- Adam Brodzisz⁠(d) — sergentul major Wąsiak
- Zdzisław Lubelski⁠(d) — „Krótki” („Scundul”), membru al bandei
- Stanisław Woliński⁠(d) — Kirus
- Michał Melina⁠(d) — contele
- Jan Ciecierski⁠(d) — Michał, valetul contelui
- Zofia Mysłakowska⁠(d) — mama lui Jasiek
- Karel Beran
- Edmund Biernacki⁠(d)
- Tadeusz Giewont
- Apolonia Knapczyk
- Józef Krzeptowski⁠(d)
- Marian Łącz⁠(d) — comandantul patrulei Trupelor de Grăniceri (WOP)
- Jan Pawlica⁠(d)
- Tadeusz Przystawski
- Julia Vergano-Germani
- Zygmunt Zintel⁠(d) — contrabandist
- Zdzisława Życzkowska
- Jan Mroziński⁠(d) (nemenționat)

## Producție
Filmările au avut loc în cursul anului 1949 și s-au desfășurat până în mai 1949 în aer liber (în Munții Tatra, în orașul Cracovia și în câteva localități din voievodatul Polonia Mică: satul Chochołów, orașul Zakopane și satul Dzianisz de lângă Kościelisko) și apoi în perioada iunie – august 1949 pe platourile Wytwórnia Filmów Fabularnych⁠(d) din Łódź.

## Lansare
Valea diavolului a fost lansat pe 1 ianuarie 1950 în cinematografele din Polonia. El s-a bucurat de o popularitate considerabilă în rândul cinefililor polonezi și a fost vizionat de 8.012.748 de spectatori, ceea ce-l plasează pe locul 20 în topul celor mai vizionate filme poloneze din Polonia.

## Premii
- 1950 – Tadeusz Kański⁠(d) – Premiul de Stat, clasa a II-a, pentru regie[2]
- 1950 – Jerzy Kawalerowicz – Premiul de Stat, clasa a II-a; în calitate de asistent de regie[2]
- 1950 – Kazimierz Sumerski – Premiul de Stat, clasa a II-a; în calitate de asistent de regie[2]
- 1950 – Adolf Forbert⁠(d) – Premiul de Stat, clasa a II-a, pentru imagine[2]
- 1950 – Tadeusz Schmidt⁠(d) – Premiul de Stat, clasa a III-a, pentru interpretare actoricească[2]